# Gedewon
Gedewon Makonen, dit Gedewon, est un artiste éthiopien, clerc de l'Église orthodoxe éthiopienne (1939-1995).
Avec Gera, il est l'artiste contemporain le mieux connu de l'art talismanique, une tradition artistique éthiopienne ancienne, imprégnée de religion et d'ésotérisme. Ses œuvres, principalement composées de dessins labyrinthiques, sont représentéées dans la Contemporary African Art Collection de Jean Pigozzi,  au Museum of International Folk Art et au musée du quai Branly (Peinture, Hanos, Nord-Est, Divination, Ciseaux).

## Principales expositions
- 2012/2013 : The Metropolitan Museum of Art, New York ; Gallery 351, Éthiopie
- 2011 : 54e Biennale de Venise
- 2005 : Arts of Africa, Grimaldi Forum, Monaco.
- 2005 : African Art Now : Masterpieces from the Jean Pigozzi Collection, Musée des beaux-arts de Houston, Houston, États-Unis
- 2003/2004 : Vernacular Visionaries: International Outsider Art in Context, Museum of International Folk Art, Santa Fe, Nouveau Mexique, États-Unis
- 2001 : Dessins Choisis, Alliance éthio-française, Addis Adeba, Éthiopie
- 2000 : Partage d’Exotismes, 5e Biennale d'art contemporain de Lyon, Lyon, France.
- 1998 : Africa, Africa - A vibrant Art from a Dynamic Continent, Musée Tōbu, Tokyo, Japon.
- 1997 : Art that Heals, Museum for African Art, New-york, États-Unis.
- 1997 : Lumière Noire, centre d'art du Château de Tanlay, Tanlay, France.
- 1996 : 23e Biennale de Sao Paulo.
- 1992 : Le Roi Salomon et les Maîtres du Regard, Musée national des Arts d'Afrique et d'Océanie, Paris, France.